# Heinrich II của Thánh chế La Mã
Heinrich II (tiếng Ý: Enrico II; 6 tháng 5 năm 973 – 13 tháng 7 năm 1024), còn được gọi là Thánh Henricô Quảng đại, O.S.B., là Hoàng đế La Mã Thần thánh từ năm 1014 đến khi ông mất vào năm 1024. Ông không có con nối dõi và trở thành hoàng đế cuối cùng của triều đại nhà Otto. Vào năm 1002, khi đang là Công tước Bayern (từ năm 995), ông trở thành vua của người La Mã sau khi anh họ của mình là hoàng đế Otto III qua đời. Ông trở thành vua của Ý vào năm 1004 và được Giáo hoàng Biển Đức VIII tôn làm hoàng đế vào năm 1014. Ông là vị vua duy nhất được tuyên thánh trong lịch sử người Đức.

## Tiểu sử
Ông là con của Heinrich II xứ Bayern. Khi cha nổi dậy chống hai hoàng đế tiền vị, và bị bắt giam, Heinrich con được giao cho Abraham, Giám mục Freising dạy dỗ, và sau đó ông học tập ở nhà thờ lớn tại Hildesheim. Hoàng đế Otto II hy vọng với lối giáo dục này, ông ta sau này khi trưởng thành sẽ không tham dự vào chính trị đế quốc.
Sau cái chết của Ottos II, Heinrich II xứ Bayern được thả ra, và lại được làm công tước của Bayern.
Năm 995, ông kế vị cha làm Công tước xứ Bayern. Sau đó ông làm đám cưới với Heinrich Kunigunde từ gia đình bá tước Luxemburg.